# FLAG FEA
Il Fiber-Optic Link Around the Globe (FLAG) è un cavo sottomarino di comunicazione, lungo 28.000 km e formato da fibre ottiche, che collega il Nord America col Giappone. Il cavo è gestito dalla società indiana Flag Telecom, sussidiaria di Reliance Communications. Il segmento Europa-Asia, installato nel 1990, è il quarto cavo sottomarino più lungo al mondo.